# Isoxya kochi
Espèce
Synonymes
- Paraplectana kochii O. Pickard-Cambridge, 1877
- Isoxia penizoides Simon, 1887

Isoxya kochi est une espèce d'araignées aranéomorphes de la famille des Araneidae.

## Distribution
Cette espèce se rencontre en Afrique de l'Ouest, en Afrique centrale et en Afrique de l'Est.

## Systématique et taxinomie
Cette espèce a été décrite sous le protonyme Paraplectana kochii par O. Pickard-Cambridge en 1877. Elle est placée dans le genre Paraplectanoides par Simon en 1895 puis dans le genre Isoxya par Hormiga, Kulkarni, Arnedo, Dimitrov, Giribet, Kallal et Scharff en 2023.
Isoxia penizoides a été placée en synonymie par Hormiga, Kulkarni, Arnedo, Dimitrov, Giribet, Kallal et Scharff en 2023.

## Publication originale
- O. Pickard-Cambridge, 1877 : « On some new genera and species of Araneidea. » Annals and Magazine of Natural History, sér. 4, vol. 19, no 109, p. 26-39 (texte intégral).